# Martin Ørnskov
Martin Ørnskov Nielsen (født 10. oktober 1985) er en tidligere professionel dansk fodboldspiller, der spillede på midtbanen for Lyngby Boldklub, Brøndby IF, Viking FK og Silkeborg IF.

## Klubkarriere

### Lyngby Boldklub
Det blev den 20. juni 2016 offentliggjort, at Ørnskov havde skrevet under på en toårig kontrakt med Lyngby Boldklub gældende frem til sommeren 2018.
Den 4. juli 2018 skrev han under på en etårig forlængelse af sin kontrakt, således parterne havde papir på hinanden frem til sommeren 2019. Senere samme måned, den 25. juli, blev han udnævnt som ny anfører i klubben med Mathias Hebo som vicekaptajn, efter den nyudnævnte cheftræner Mark Strudal havde dergraderet Mathias Tauber fra posten som kaptajn i Lyngby Boldklub.

### Karrierestop
Den 21. august 2020 valgte Martin Ørnskov at stoppe sin karriere som professional fodboldspiller efter en hjernerystelse han pådrog sig i marts 2019. 